# (6121) Plachinda
(6121) Plachinda es un asteroide perteneciente al cinturón de asteroides, región del sistema solar que se encuentra entre las órbitas de Marte y Júpiter, descubierto el 2 de septiembre de 1987 por Liudmila Chernyj desde el Observatorio Astrofísico de Crimea (República de Crimea).

## Designación y nombre
Designado provisionalmente como 1987 RU3. Fue nombrado Plachinda en homenaje a Sergej Ivanovich Plachinda, desde el Observatorio Astrofísico de Crimea ha contribuido a las investigaciones sobre los campos magnéticos globales de estrellas de diferentes tipos. Su esposa, Nelly Ivanovna Merkulova, es una conocida investigadora de variabilidad en la Galaxia Seyfert.

## Características orbitales
Plachinda está situado a una distancia media del Sol de 2,261 ua, pudiendo alejarse hasta 2,686 ua y acercarse hasta 1,836 ua. Su excentricidad es 0,187 y la inclinación orbital 3,256 grados. Emplea 1242,14 días en completar una órbita alrededor del Sol.

## Características físicas
La magnitud absoluta de Plachinda es 13,3. Tiene 5,437 km de diámetro y su albedo se estima en 0,272. 